# アフリカ陸上競技連盟
アフリカ陸上競技連盟（アフリカりくじょうきょうぎれんめい、Confederation of African Athletics）はアフリカにおける国際陸上競技の地域連盟。略称はCAA。1973年に設立され、本部をセネガルのダカールに置く。加盟国数は53。

## 加盟国
北部アフリカ
- アルジェリア
- リビア
- モロッコ
- チュニジア

西部アフリカ
- ベナン
- ブルキナファソ
- カーボベルデ
- コートジボワール
- ガンビア
- ガーナ
- ギニア
- ギニアビサウ
- リベリア
- マリ
- モーリタニア
- ニジェール
- ナイジェリア
- セネガル
- シエラレオネ
- トーゴ

東部アフリカ
- ジブチ
- エジプト
- エリトリア
- エチオピア
- ケニア
- ソマリア
- スーダン
- タンザニア
- ウガンダ

中部アフリカ
- ブルキナファソ
- 中央アフリカ
- コンゴ共和国
- チャド
- カメルーン
- コンゴ民主共和国
- ガボン
- 赤道ギニア
- ルワンダ
- サントメ・プリンシペ

南部アフリカ
- アンゴラ
- ボツワナ
- コモロ
- レソト
- マダガスカル
- マラウイ
- モザンビーク
- モーリシャス
- ナミビア
- 南アフリカ共和国
- セーシェル
- エスワティニ
- ザンビア
- ジンバブエ

## 主催大会
- アフリカ陸上競技選手権大会
- アフリカジュニア陸上競技選手権大会
- アフリカユース陸上競技選手権大会（英語版）
- アフリカ混成競技選手権大会（英語版）
- アフリカクロスカントリー選手権大会（英語版）
- アフリカマウンテンランニング選手権大会（英語版）
- アフリカ競歩選手権大会（英語版）